# 夜景鑑賞士検定
夜景観光士検定（やけいかんこうしけんてい）は、夜景観光コンベンションビューローが主催する夜景に関する知識を問う検定。夜景検定とも呼ばれる。

## 概要
夜景好きな人から夜景を扱う観光業界などの職業人まで幅広い受験者を想定している。毎年12月に開催し1級から3級の3段階に分かれており、1級の受験には2級の合格が必要となる。合格者には認定証が贈られる他、日本各地の展望施設の入館割引や提携企業のLED製品の割引購入が可能となる。
平成20年（2008年）11月に「夜景鑑賞士検定」として創設され、2011年には姉妹版としてイルミネーションの観光地に関する知識を問う「イルミネーション検定」（通称：イルミ検定）も開始。その後2019年には2つの検定を統合し、夜景観光のプロを育成する検定「夜景観光士」に改められた。

## 試験概要
WEB受験は、2級と3級のみ対応している。
1級
2級合格者のみ受験が可能。試験の対象者は夜景に関わる職業に就く者を想定しており、夜景観光ツアーのプランが組める程度の知識を求められる。平成21年（2009年）より実施された。
2級
誰でも受験できる。試験の対象者は夜景鑑賞を趣味にする者を想定しており、観光資源としての夜景に対する観光地の取り組みを理解できる程度の知識を求められる。マークシートで出題され、試験時間は90分。100問中70問以上の正解で合格となる。公式テキストから約8割の問題が出題される。受験料は2022年時点で6,600円。3級との併願受験の場合、受験料は11,050円。
3級
誰でも受験できる。試験の対象者は夜景に興味がある者を想定しており、日本の夜景に対しての知識が求められる。マークシートで出題され、試験時間は90分。100問中70問以上の正解で合格となる。公式テキストからほぼ全問出題される。受験料は2022年時点で5,500円。

## 公式テキスト
日本夜景遺産事務局／編 『夜景検定 夜景鑑賞士検定 公式テキスト2級・3級』 産経新聞出版 ISBN 978-4-86306-057-9